# スモクトゥノフスキー (小惑星)
スモクトゥノフスキー (4926 Smoktunovskij) は、小惑星帯の小惑星。リュドミーラ・チェルヌイフがクリミア天体物理天文台で発見した。
「ソビエト俳優の王」と称せられたロシア人俳優、インノケンティ・スモクトゥノフスキー（英語表記例：Innokentiy Mikhailovich Smoktunovsky、ロシア語表記: Инноке́нтий Миха́йлович Смоктуно́вский、1925年 –  1994年）に因んで名付けられた。